# Harrietfield

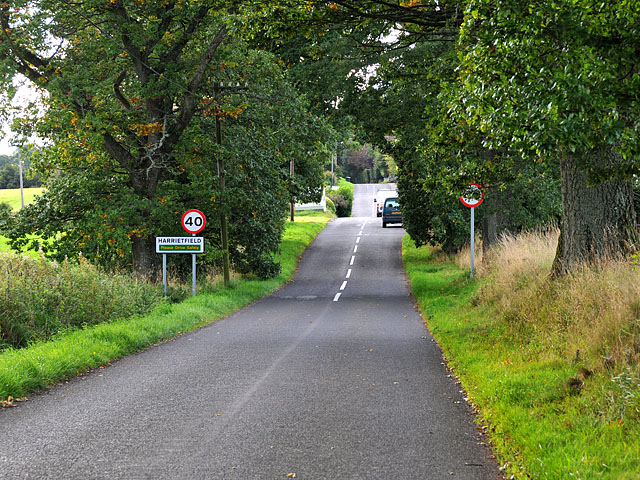
Ortszufahrt von Osten

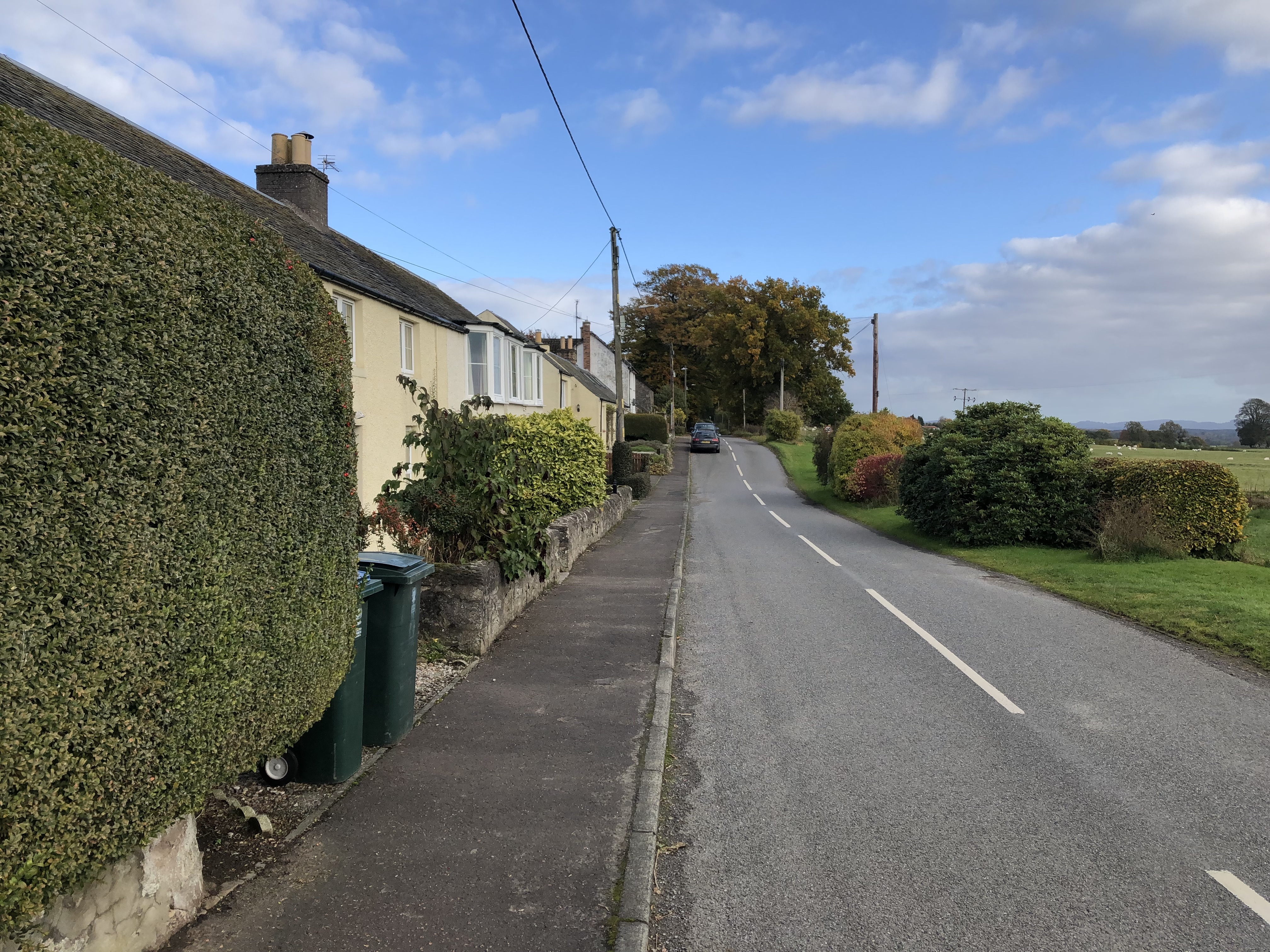
Die Durchfahrtsstraße von Westen

Harrietfield ist eine Ortschaft, die im Norden von Schottland nordwestlich von Perth in der Region Perth and Kinross liegt. Im Rahmen der historischen Gliederung Schottlands in Civil Parishes bildet es den Hauptort von Logiealmond, das zu Perthshire gehörte.

## Geographie
Harrietfield liegt im nördlichen Glen Almond, dem Tal des Flusses Almond, der etwas südlich des Ortes fließt. In ihn mündet der, westlich des Ortes verlaufende Bach Kindrum Burn. Das Gebiet ist dünn besiedelt. Die südliche Begrenzung von Harrietfield bildet die B8083. Sie verbindet Luncarty im Osten mit Crieff im Westen. Nach Perth sind es 13 Kilometer. Kleinere Ortschaften in der Nähe sind Buchanty im Westen und Chapelhill im Osten.

## Historisch Bedeutsames
In Harrietfield stehen zwei Bauwerke, die als Listed Building der Kategorie C ausgewiesen wurden. Es sind die Kirche Logiealmond Parish Church sowie das Gebäude der Drumtochty Tavern.